# Serviers-et-Labaume
Serviers-et-Labaume – miejscowość i gmina we Francji, w regionie Oksytania, w departamencie Gard.
Według danych na rok 1990 gminę zamieszkiwało 310 osób, a gęstość zaludnienia wynosiła 25 osób/km² (wśród 1545 gmin Langwedocji-Roussillon Serviers-et-Labaume plasuje się na 621. miejscu pod względem liczby ludności, natomiast pod względem powierzchni na miejscu 634.).